# Los Siete de Maguire
El caso de los Siete de Maguire constituyó una infame manipulación de la justicia en el Reino Unido. Su caso, unido al de los Cuatro de Guildford, se narra en la película En el nombre del padre.
Las siete personas a que hace referencia la expresión, miembros de la misma familia, fueron falsamente acusadas de mantener una fábrica clandestina de artefactos explosivos para el IRA Provisional. Fueron condenadas el 7 de marzo de 1975:
- Anne Maguire, 40 años, sentenciada a 14 años.
- su marido Patrick Maguire, 42 años, sentenciado a 14 años.
- su hijo Patrick Maguire, 14 años, sentenciado a 4 años.
- su hijo Vincent Maguire, 17 años, sentenciado a 5 años.
- William Smyth, hermano de Anne Maguire, 37 años, sentenciado a 12 años.
- Patrick O'Neill, amigo de la familia, 35 años, sentenciado a 12 años.
- Patrick "Giuseppe" Conlon, cuñado de Anne Maguire, 52 años, sentenciado a 12 años.

Conlon fue arrestado cuando viajaba de Belfast a Inglaterra para intentar ayudar a su hijo, Gerard Conlon (miembro de Los Cuatro de Guildford). En enero de 1980 murió en prisión debido a problemas respiratorios. Las sentencias del resto de los Siete fueron revocadas en 1991, bastante después de haberlas cumplido íntegramente.
Se ha acusado a la Policía Municipal de Londres de haber obtenido confesiones mediante tortura a todos los miembros de los Siete, y de haber retenido información que habría ayudado a demostrar su inocencia. Un grupo del IRA, arrepentido en 1975, admitió ser responsable de las bombas atribuidas a los Siete de Maguire, e informó a la policía y a la Fiscalía de que habían detenido y condenado injustamente a otras personas por sus acciones. Sus alegaciones fueron ignoradas por no estar sustentadas por ninguna prueba.
En 2005, Tony Blair, primer ministro, pidió perdón por la injusticia y el dolor causados a los condenados.